# Jean de Beaumanoir

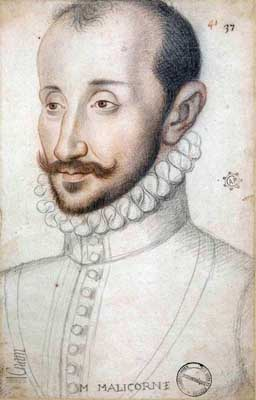
Jean de Beaumanoir, anonym, 16. Jahrhundert

Jean (III.) de Beaumanoir (* 1551; † 13. November 1614 in Paris), Seigneur und ab 1601 Marquis de Lavardin, war ein französischer Adliger und Militär. 1595 wurde er zum Marschall von Frankreich ernannt.
Er war zudem Comte de Nègrepelisse, Baron de Tucé (ab 1601), Seigneur de Malicorne.

## Leben
Jean de Beaumanoir war der älteste Sohn von Charles de Beaumanoir, Seigneur de Lavardin, und Marguerite de Chourses. Da sein Vater Gouverneur des jungen Heinrich von Navarra war, verbrachte Jean de Beaumanoir einen Teil seiner Jugend mit dem zwei Jahre jüngeren zukünftigen König von Frankreich.
1569, im Alter von 18 Jahren, begann er seine militärische Karriere bei der Belagerung von Poitiers, die Admiral Coligny am 24. Juli begann. Im protestantischen Glauben erzogen, nahm er nach dem Tod seines Vaters während der Bartholomäusnacht (24. August 1572) den katholische Glauben an.
Am 1. März 1574 wurde er beauftragt, auf seinen Namen ein Infanterieregiment aufzustellen, mit dem er dem Marschall Matignon zur Belagerung von Saint-Lô folgte, die am 17. April begann. Matignon übergab einem seiner Lieutenants den Fortgang der Belagerung und marschierte mit dem Marquis de Lavardin zum Angriff auf Domfront, bei dessen Erstürmung Lavardin verletzt wurde. Auch an den folgenden Eroberungen von Saint-Lô und Carentan nahm Lavardin teil, ebenso am Überraschungsangriff auf den Mont Saint-Michel 1575.
Als König Heinrich III. ihm eine zugesagte Kompanie der Garde du corps du roi verweigerte, wechselte er in den Dienst Heinrich von Navarras, den er dazu bewegen konnte, im April 1576 den Hof zu verlassen, wobei er ihm folgte. Nachdem Karl IX. ihm sein Regiment entzogen hatte, wurde er von Navarra zum Oberst der Infanterie Française ernannt. Lavardin belagerte und eroberte Villefranche-du-Périgord. 1577 kämpfte er bei der Belagerung von Marmande und 1580 unter Navarras Kommando bei der Eroberung von Cahors.
1584 kämpfte er beim Angriff auf Eauze im Armagnac, zog sich dann aber, als er wenig später bei den Calvinisten in Verdacht geraten war, ins Poitou zurück, wo sein Onkel Jean de Chourses, Seigneur de Malicorne, ab 1585 Gouverneur war. Bei seiner Rückkehr an den Hof des Königs von Frankreich wurde er am 20. Juni zum Maréchal de camp ernannt. Mit diesem Rang diente er unter dem Duc de Joyeuse bei der Aufhebung der Belagerung von Compeyre im Rouergue Anfang August. Er unterwarf Le Malzieu im Gévaudan, Marvejols (22. August), Stadt und Burg Peyre (4. September), Eyssène im Rouergue (Oktober) und begann Ende November die Belagerung von Salvagnac. 1587 kämpfte er bei den Eroberungen von Saint-Maixent, Tonnay-Charente und Maillezais. Am 15. August überließ Joyeuse ihm das Kommando über die Armee bei deren Rückzug. Navarra verfolgte ihn bis La Haye in der Touraine, wo Lavardin sich verschanzte und Navarra ihn mangels Kanonen erfolglos belagerte. In der Schlacht von Coutras am 20. Oktober 1587 kommandierte er die Vorhut.
Am 18. Oktober 1588 wurde er unter dem Duc de Nevers im Poitou und der Saintonge eingesetzt, wo er Marans eroberte, und zwischen dem 8. Dezember bis in den März 1589 hinein Mauléon, Montagut, La Garnache und 36 Festungen im Bas-Poitou unterwarf. Ab 17. Juni 1589 diente er unter dem Comte de Soissons in der Bretagnearmee, die beim Vormarsch auf Rennes bei Châteaugiron vom Duc de Mercœur, der auf Seiten der Katholischen Liga stand, geschlagen wurde.
Lavardin war einer der ersten, die nach dem Tod Heinrichs III. Navarra im August 1589 als dessen legitimen Nachfolger anerkannten. 1590 befand er sich bei der Belagerung von Paris und erhielt von Heinrich IV. das Gouvernement von Saint-Denis, das er im gleichen Jahr zugunsten von Dominique de Vic wieder abgab. Der König machte ihn nach dem Tod von Philippe d’Angennes du Fargui am 14. November zum Lieutenant-général im Gouvernement der Grafschaften Le Maine, Le Perche und Laval. 1591 führte er dem Prince de Dombes 200 Reiter und 800 Infanteristen gegen den Duc de Mercœur zu, der sich aber nicht zur Feldschlacht zwingen ließ, woraufhin Lavardin sich nach Le Maine zurückzog. Im gleichen Jahr nahm er an der Belagerung von Chartres (Februar bis April) und später an der Belagerung von Rouen (Dezember 1591 bis Mai 1592) teil und wurde am 5. Februar 1592 in einem Gefecht bei Aumale verwundet, ebenso wie der König selbst. Am 26. November 1592 wurde er – nach dem Tod von Antoine Scipion, Duc de Joyeuse († 19. Oktober 1592), zum Gouverneur der Grafschaften Le Maine, Le Perche und Laval ernannt, woraufhin er die Lieutenance-général dieser Gebiete abgab. Am 7. Januar 1595 wurde Lavardin zum Ritter im Orden vom Heiligen Geist ernannt und am 19. Oktober 1595 zum Marschall von Frankreich.
Am 4. Juli 1601 wurden die Seigneurie Lavardin zum Marquisat und die Châtellenie Tucé zu Baronie erhoben. 1602 kommandierte er nach der Verhaftung des Marschalls Biron die Armee in Burgund und der Bresse, besetzte alle Orte, die zu Biron hielten und unterwarf so die Provinz.
Lavardin gehörte zu den Begleitern des Königs, als Heinrich IV. von François Ravaillac ermordet wurde. Bei der Krönung Ludwigs XIII. am 17. Oktober 1610 vertrat er den Großmeister von Frankreich. Im März 1611 wurde er mit dem Auftrag, die alten Allianzen zu erneuern, zum außerordentlichen Botschafter in England ernannt.
Nach seiner Rückkehr aus England starb Jean de Beaumanoir, Marquis de Lavardin, am 13. November 1614 in Paris und wurde in der Kathedrale von Le Mans in der Chapelle Saint-Jean bestattet.

## Ehe und Familie
Am 27. Dezember 1578 heiratete er Catherine Carmain, Comtesse de Nègrepelisse, Baronne de Launac, Erbtochter von Louis de Carmain, Comte de Nègrepelisse, und Marguerite de Foix-Candale. Ihre Kinder sind:
- Henri I. de Beaumanoir († Mai 1633), Marquis de Lavardin, Comte de Beaufort-en-Vallée, Seigneur de Malicorne, Gouverneur der Grafschaften Le Maine, Le Perche und Laval; ⚭ (Ehevertrag 7. April 1614) Marguerite de La Baume, Tochter von Rostaing de La Baume, Comte de Suze, und Madelene des Prez-Montpezat, sie heiratete in zweiter Ehe Esprit Raymond, genannt le Comte de Modène (La Baume de Suze)
- Jean de Beaumanoir († 1615), Baron de Tucé; ⚭ Catherine de Longueval
- Charles de Beaumanoir († 21. November 1637), Bischof von Le Mans, Abt von Beaulieu und Saint-Liger en Poitou
- Claude de Beaumanoir († 6. Februar 1654), Vicomte de Saint-Jean; ⚭ 1616 Renée de La Chapelle († 27. März 1672), Dame de Varennes, de La Troussière etc., Erbtochter von Philibert de La Chapelle, Baron de Varennes, Seigneur de La Troussière, und Charlotte Ferre
- Claude de Beaumanoir (X 1622), Seigneur de Launac
- Martin de Beaumanoir (X 1621), Baron de La Milesse
- Emmanuel de Beaumanoir († jung), Seigneur de Mézangers, Abt von Saint-Liger en Poitou
- Jean-Baptiste Louis de Beaumanoir, Baron de Lavardin et d’Antoigné, 1635 bezeugt; ⚭ Marguerite de La Chevrière, Tochter von Jean de La Chevrière, Seigneur de La Roche-de-Vaux, und NN de La Fosse, 1658 Witwe
- Catherine de Beaumanoir; ⚭ (Ehevertrag 31. Januar 1612) François du Plessis, Marquis de Jarzé en Anjou, Seigneur de La Roche-Pichemer et du Plessis-Bourré, Sohn von René du Plessis, Seigneur de La Roche-Pichemer, und Renée de Bourré, Dame de Jarzé